# 혼동마모셋
혼동마모셋 (Mico rondoni)은 비단원숭이과에 속하는 작은 원숭이 종의 하나로 브라질의 아마존 우림 남서쪽에서 발견된다. 혼도니아주가 원 서식지이며, 마모르강, 마데이라강, 지파라나강, Pacaás Novos 국립공원과 경계를 이루는 지역에 분포한다.
2010년에야 겨우 종으로 기술되었으며, 학명은 유명한 아마존 탐험가 캉디도 혼동의 이름을 따서 지었다. 이전에는 에밀리마모셋(Mico emiliae)의 아종으로 간주되었다.